# Palaeodictyoptera
Die Palaeodictyoptera sind eine ausgestorbene Insektenordnung.

## Merkmale
Es handelte sich um mittelgroße bis sehr große Insekten. Kleinste bekannte Art war Eubleptus danielsi mit einer Flügelspannweite von 30 mm. Die größten Arten gehören zu den paläozoischen Rieseninsekten und wurden in der Größe nur von einigen Urlibellen übertroffen. Mazothairos enormis soll eine Flügelspannweite von möglicherweise bis zu 560 mm erreicht haben. Allerdings ist von dieser Art nur ein isolierter Tergit tatsächlich überliefert, die Größe wurde nur aufgrund von Analogieschlüssen bei Arten mit ähnlichem Körperbau geschätzt. Tatsächlich erhaltene Fossilien, besonders von Arten der Familie Homoiopteridae, erreichten Flügelspannweiten von 340 mm. Der Körperbau der Tiere war lang gestreckt. Am zweiten und dritten Thoraxsegment saßen zwei untereinander sehr ähnlich gebaute Flügelpaare. Die Flügel wurden in Ruhestellung vom Körper seitlich abgespreizt getragen (wie bei den rezenten Großlibellen), sie konnten weder über dem Rücken oben zusammengeklappt noch nach hinten gefaltet werden. Die Flügel wiesen anstelle von Queradern ein dichtes Netz aus (meist fünfeckigen) kleinen Zellen zwischen den geraden oder wenig gebogenen Adern auf, dieser urtümliche Typ der Flügeladerung wird „Archaedictyon“ genannt. Einige permische Vertreter der Ordnung besaßen aber anatomisch modernere Flügel mit weniger Adern. Die Flügel waren nicht eben, sondern wie die der rezenten Libellen und Eintagsfliegen durch Knicke wellpappe-artig versteift („Korrugation“), im Gegensatz zu diesen Ordnungen traten aber bei den Palaeodictyoptera niemals Interkalarvenen auf. Bei den anatomisch urtümlicheren Vertretern überlappten sich Vorder- und Hinterflügel beim lebenden Tier stark, dies tritt bei modernen Insekten nicht mehr auf. Man nimmt an, dass die Tiere deshalb zwar schnell geradeaus fliegen, aber nur sehr schlecht manövrieren konnten.
Besonders auffällig und bei allen Arten vorhanden ist ein rudimentäres drittes Flügelpaar am vorderen Thoraxabschnitt, dem Prothorax. Diese Prothoraxflügelchen besaßen bei vollständiger Entwicklung dieselbe Aderung und denselben Feinbau wie die normalen Flügel, ihre Homologie mit diesen kann daher kaum bezweifelt werden. Bei vielen Arten sind sie zu schmalen saumartigen Randplatten reduziert, die manchmal Dornen tragen können, sie fehlen aber niemals vollständig. Auch bei vollständiger Ausbildung erreichte ihre Größe niemals mehr als 5 % der gesamten Flügelfläche. Ob die Prothoraxflügel bei manchen Arten beweglich gewesen sein könnten, ist in der Forschung umstritten. Eine aerodynamische Bedeutung, ähnlich einem Leitwerk an Flugzeugen, erscheint aber durchaus plausibel. Die Prothoraxflügel treten auch bei anderen urtümlichen Insekten wie den zur Stammlinie der Libellen gehörenden Geroptera auf, sie sind also ein plesiomorphes Merkmal.
Am Kopf der Tiere saßen neben zwei langen Antennen die Mundwerkzeuge. Diese sind bei allen Arten in einen eigentümlichen Saugrüssel umgestaltet, der aus fünf Teilen, den Mandibeln, Maxillen und dem nadelförmigen Hypopharynx, bestand. An den Maxillen saßen lange Palpen (Taster), die bei anatomisch ursprünglichen Arten noch beinartig gegliedert waren (das Tier wirkte daher so, als habe es vier Beinpaare). Das Labrum besaß kissenförmig verbreiterte Glossen und Paraglossen, mit denen vermutlich der Rüssel beim Saugvorgang abgestützt wurde. Am Thorax saßen normal gegliederte Beine mit einer unterschiedlichen Anzahl (zwei bis fünf) Tarsengliedern, bei einigen Arten sind die Beine so umgebildet, dass die Tiere sich damit wohl in erster Linie festhalten, aber nur schlecht laufen konnten (ähnlich rezenten Großlibellen). Der lang gestreckte, walzenförmige Hinterleib bestand aus zehn Segmenten (plus dem rudimentären Rest des elften). Am Ende saßen zwei Schwanzfäden (Cerci), die enorme Länge erreichen konnten. Ein dritter Schwanzfaden (Terminalfilum) fehlt immer. Weibliche Archaeodictyoptera besaßen einen stark sklerotisierten, kurzen und gekrümmten Legebohrer, mit dem sie vermutlich Eier in Pflanzengewebe ablegen konnten. Die männlichen Tiere trugen am Hinterleibsende stattdessen lange Greifanhänge, analog den Genitalfüßen der männlichen Eintagsfliegen.

## Entwicklung
Palaeodictyopteren-Larven sind in geringerer Zahl als adulte Tiere gefunden worden, es liegen aber genügend aussagekräftige Fossilien vor, um sich ein Bild von der Entwicklung zu machen. Die Larven waren danach abgeplattete Tiere mit breiten seitlichen Fortsätzen an Prothorax und Abdomen. Die Flügelscheiden standen bei jungen Larven schräg nach hinten ab, bei älteren wanderten sie graduell seitlich. Sie saßen mit schmaler Basis am Körper an und waren im Leben vermutlich beweglich. Die Mundwerkzeuge der Larven entsprachen vollkommen denjenigen der Adulti. Verschiedentlich geäußerte Vermutungen, die Tiere hätten sich im adulten Stadium, d. h. als geflügeltes Tier, gehäutet oder hätten ein geflügeltes Subimaginal-Stadium besessen, sind nicht durch fossile Funde belegbar.

## Vorkommen und Lebensweise
Fast alle fossilen Palaeodictyoptera wurden in Lagerstätten gefunden, die bei ihrer Ablagerung dicht am damaligen Äquator lagen, es handelte sich offensichtlich um eine tropische, wärmeliebende Verwandtschaft. Die meisten Funde liegen aus Kohlenbergbau-Revieren vor, offensichtlich waren die karbonischen Steinkohlenwälder ein bevorzugter Lebensraum. Aus dem mittleren Oberkarbon (Westfalium) in Mitteleuropa sind ungefähr 140 Arten aus 21 Familien bekannt geworden. Berühmte Fundstellen liegen in Frankreich (z. B. Commentry, Montceau-les-Mines) und Tschechien. Aus Deutschland sind besonders gut erhaltene Funde aus der Ziegeleigrube Vorhalle bekannt, die Erstbeschreibung der Ordnung erfolgte durch den Paläontologen Friedrich Goldenberg nach Material aus dem saarländischen Kohlenrevier. Die besten Funde permischer Vertreter stammen aus den USA (Elmo in Kansas). Aus in damaliger Zeit weiter vom Äquator entfernten Landschaften liegen ebenfalls Funde vor, die aber erheblich ärmer sind. Aus Sibirien wurden Arten aus drei Familien, aus Argentinien, Tasmanien und China nur je eine Familie entdeckt.
Aus dem Lebensraum, aus dem Körperbau und aus sehr seltenen Fossilien mit erhaltener Darmfüllung schließt man, dass die Palaeodictyoptera Pflanzensauger waren. Dies ist für alle Vertreter durchaus plausibel, aber naturgemäß nicht wirklich beweisbar. Neben Pflanzensäften scheinen für die Tiere besonders Pollen und unreife Pollinarien der karbonischen Flora die wesentliche Ernährungsgrundlage gewesen zu sein. Meist nimmt man an, sie waren spezialisierte Phytophage der Cordaiten und Riesenbärlappbäume und anderer Farnpflanzen, die die „Bäume“ der Steinkohlenwälder ausmachten.

## Lebensdauer
Ein Vertreter der Ordnung, die in Ostdeutschland gefundene Delitzschala bitterfeldensis, ist das älteste gefundene Fluginsekt, diese Art lebte im jüngeren Unterkarbon, an der Grenze zum Oberkarbon. Unter den karbonischen Insekten zählte die Ordnung zu den artenreichsten, wobei aber die Individuendichten wohl meist gering waren. Zahlreiche Arten sind nur in einem einzigen Exemplar gefunden worden, von vielen davon nur ein isolierter Flügel, auch von gut belegten Arten liegen kaum mehr als zehn bis zwanzig Funde vor. Nach einer Blüte im Oberkarbon sind beim Massenaussterben an der Basis des Perm die meisten Arten ausgestorben. Die frühpermische Fauna stellte einen verarmten Ausschnitt der karbonischen dar, es kamen kaum neue Familien hinzu, insgesamt sind nur 13 Arten bekannt. Später entstanden abgewandelte Formen mit eigentümlich schmalen Flügeln, die vermutlich im Flugstil an rezente Kleinlibellen erinnerten. Manche späte Vertreter aus Sibirien wiesen abgewandelte Vorderflügel mit nur wenigen Adern und stark rückgebildete Hinterflügel auf (Familie Eukulojidae). Die damals schon sehr artenarme Ordnung ist vermutlich dem gravierenden Massenaussterben am Ende des Perms endgültig zum Opfer gefallen. Vereinzelte Angaben von triassischen Arten (aus Kirgistan und aus Thüringen beschrieben) sind sehr zweifelhaft, die Funde wurden von anderen Wissenschaftlern anderen Ordnungen zugewiesen.
Als Grund für das Aussterben der Palaeodictyoptera nimmt man meistens einen Niedergang gemeinsam mit den baumförmigen Farngewächsen der Steinkohlenwälder an, die wohl ihre wesentliche Lebensgrundlage darstellten. Diese wurden im zunehmend ariden Perm auf wenige Refugien in Äquatornähe zurückgedrängt und starben schließlich durch die Konkurrenz der Nadelbäume (Nacktsamer) aus. Manche Wissenschaftler sehen auch in der Prädation durch Libellenartige einen Grund für den Niedergang der Ordnung.

## Systematik
Die Palaeodictyoptera bilden gemeinsam mit den ebenfalls ausgestorbenen Ordnungen Diaphanoptera, Megasecoptera und Permothemistida die Überordnung Palaeodictyopteroidea. Es handelt sich dabei um die einzige vollkommen ausgestorbene Überordnung der Insekten. Der eigentümliche Saugrüssel der Palaeodictyoptera war allen diesen Ordnungen gemeinsam, wodurch an ihrer gemeinsamen Abstammung (Monophylie) kaum ein Zweifel besteht. Viele Wissenschaftler halten die Ordnung Palaeodictyoptera selbst für paraphyletisch. Ihrer Ansicht nach werden hier nur die anatomisch ursprünglicheren Vertreter zusammengefasst, die nicht durch ein besonderes Merkmal einer der anderen Ordnungen zugeordnet werden können. Die gesamte Überordnung wird gemeinsam mit den Stammgruppen der Libellen und der Eintagsfliegen als „Palaeoptera“ oder „Altflügler“ zusammengefasst, weil allen diesen Gruppen das Flügelgelenk fehlte, mit dem die Neoptera oder Neuflügler ihre Flügel auf dem Hinterleib zusammenklappen können. Wahrscheinlich bilden die Palaeoptera aber keine monophyletische Abstammungsgemeinschaft.